# Thomas FitzAlan, XII conte di Arundel
Thomas FitzAlan (13 ottobre 1381 – 13 ottobre 1415) è stato un militare e politico inglese e conte di Arundel.

## Biografia
È stato l'unico figlio di Richard FitzAlan, conte di Arundel, ed Elizabeth de Bohun a raggiungere l'età adulta.

## Giovinezza ed esilio
A sedici anni si trovò orfano di padre: il conte venne giustiziato in quanto oppositore politico di Riccardo II d'Inghilterra. Le terre e i titoli che sarebbero spettati all'erede di Richard vennero confiscati e concessi al fratellastro del re John Holland, I duca di Exeter, che risultava formalmente reggente del minore Thomas.
Maltrattato dal proprio tutore, il giovane fuggì dallo zio Thomas Arundel, deposto ed esiliato arcivescovo di Canterbury. Ai due esiliati si aggiunse anche Henry Bolingbroke, un cugino del re.

## Ritorno in Inghilterra
Seguì Bolingbroke nel luglio del 1399 in Inghilterra e prese parte agli eventi che portarono alla deposizione di Riccardo II e alla incoronazione del compagno d'esilio a re d'Inghilterra con il nome di Enrico IV. Come ricompensa per la fedeltà dimostrata, il nuovo re ridiede a Thomas titoli e terre che gli spettavano legittimamente e la contea di Surrey e altri possedimenti nelle Marche gallesi.

## Le rivolte
Il 6 gennaio 1400 un gruppo di baroni ribelli fedeli a Riccardo II, tra cui John Holland, si ribellarono a Enrico IV. Holland venne catturato e, su ordine del conte di Arundel, giustiziato.
Dal 1400 al 1412 Thomas fu impegnato a sedare le rivolte nelle Marche gallesi provocate da Owain Glyndŵr. Dopo la battaglia di Shrewsbury nel 1403 venne mandato a combattere nella Gallia del nord.
Nel 1405 scoppiò una rivolta nel nord dell'Inghilterra con a capo l'arcivescovo di York Richard le Scrope e il duca di Norfolk John de Mowbray. Thomas fu a capo della Commissione che decise la condanna capitale dei due ribelli. Questo verdetto venne duramente criticato da suo zio Thomas Arundel, impressionato dal fatto che fosse stato mandato a morte un uomo di chiesa.

## L'alleanza portoghese
Per cementare ulteriormente l'alleanza tra Inghilterra e Portogallo (la sorella di Enrico Filippa di Lancaster aveva sposato Giovanni I del Portogallo) Thomas sposò a Londra il 26 novembre 1405 Beatrice d'Aviz, una figlia naturale del re portoghese Giovanni I.

## L'alleanza con la Borgogna
Politicamente Thomas cercò l'appoggio dei fratellastri del re, i Beaufort. Quando Thomas Beaufort, I duca di Exeter, venne nominato cancelliere, nel 1410, FitzAlan divenne a sua volta uno dei principali consiglieri del re venendo nominato cavaliere dell'Ordine della Giarrettiera.
Beaufort favorì un'alleanza con la Borgogna e Fitzalan fu uno dei capi militari delle spedizioni inviate per combattere la fazione rivale Armagnac in Francia.

## Morte di Enrico IV
Nel 1412 i Beauforts persero influenza e Fitzalan si ritirò nelle sue proprietà fino a quando il re Enrico IV morì.
Naturalmente suo figlio, il re Enrico V d'Inghilterra, richiamò a corte FitzAlan e gli assegnò i titoli di Lord Tesoriere, connestabile del castello di Dover e lord guardiano dei cinque porti.
Venne inoltre a ricoprire il ruolo di comandante durante le spedizioni intraprese dal re in Francia nel 1415. Durante l'assedio di Harfleur si ammalò insieme ad altri compagni e venne rispedito in Inghilterra. Non riuscì a guarire e morì poco tempo dopo.